# Władimir Biechtieriew
Władimir Michajłowicz Biechtieriew (ros. Владимир Михайлович Бехтерев, ur. 20 stycznia?/1 lutego 1857 w Sorali, zm. 24 grudnia 1927 w Moskwie) – rosyjski lekarz neurolog, psychiatra i psycholog, neuroanatom.

## Życiorys

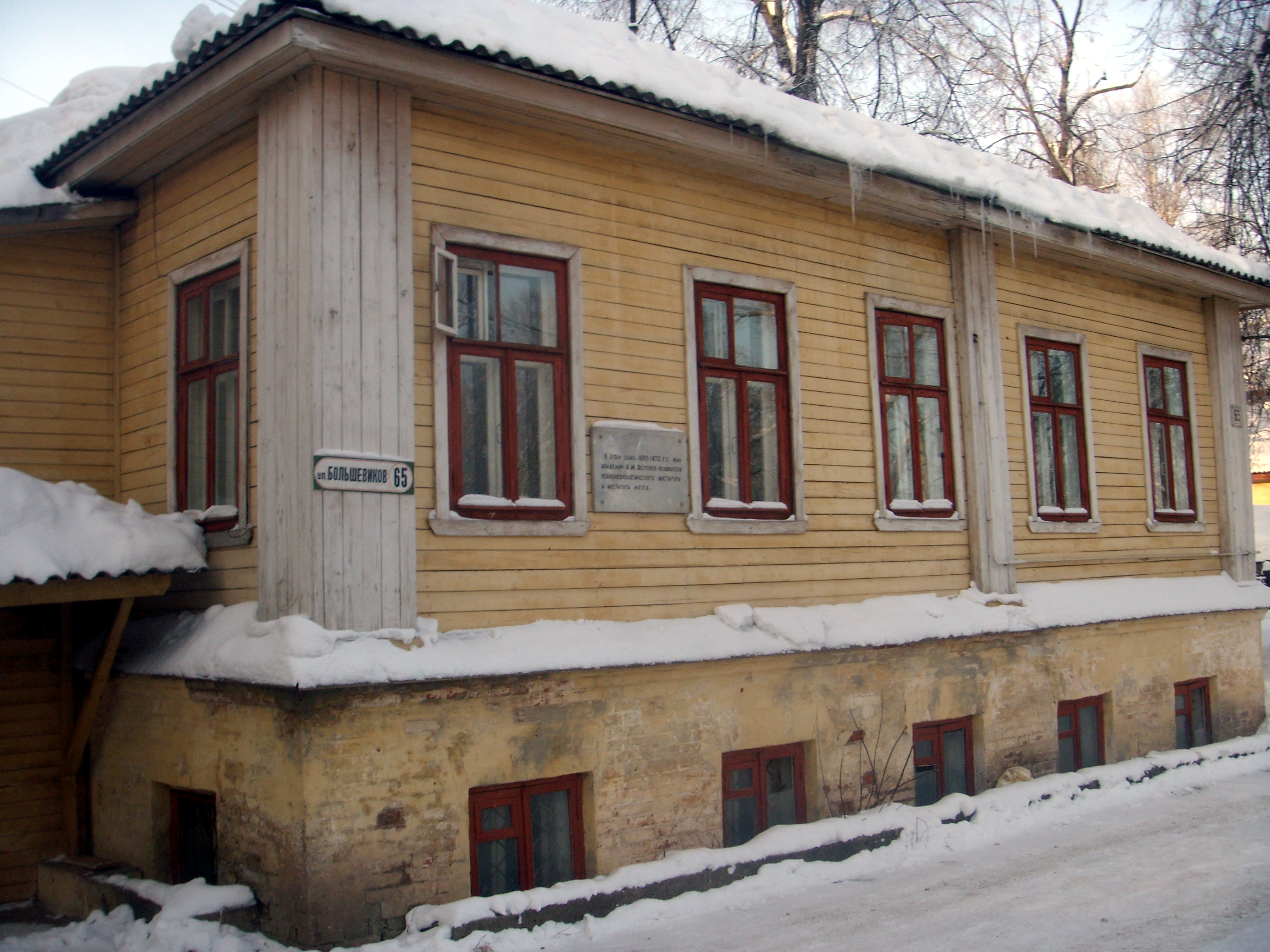
Dom rodzinny Biechtieriewa w Kirowie(2010)

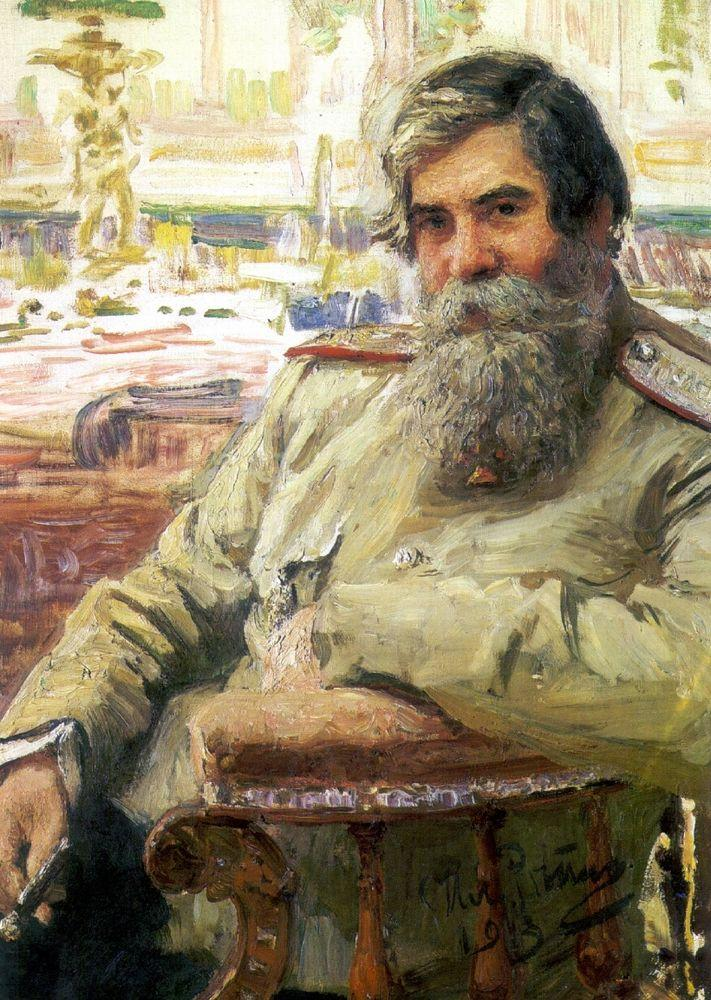
Obraz Ilji Riepina przedstawiający Biechtieriewa (1913)

Urodził się w małej wiosce Sorali w ujeździe jełabużskim (obecnie Biechtieriewo w obwodzie kirowskim). Jego rodzicami byli urzędnik carski Michaił Pawłowicz Biechtieriew i Marija Michajłowna; miał dwóch braci, Nikołaja i Aleksandra, starszych odpowiednio o sześć i trzy lata. W 1864 roku cała rodzina przeniosła się do Wiatki (obecnie Kirow), rok później na gruźlicę zmarł ojciec. W 1866 roku rozpoczął naukę w gimnazjum. Po jego ukończeniu rozpoczął studia medyczne w Wojskowej Akademii Medyko-Chirurgicznej w Sankt Petersburgu. Krótko po wstąpieniu na uczelnię przebył epizod „ciężkiej neurastenii”, wrócił jednak do zdrowia po 28-dniowym pobycie w klinice. Jako student brał w 1877 udział w X wojnie rosyjsko-tureckiej. Studia ukończył w 1878, następnie został asystentem przy katedrze psychiatrii u Jana Lucjana Mierzejewskiego. W 1881 roku obronił dysertację doktorską i został Privatdozentem. W roku następnym mianowano go profesorem nadzwyczajnym. W latach 1884–1885 wyjechał za granicę uzupełniać studia; pracował wtedy u Paula Flechsiga, doskonaląc wtedy swoją metodę mielogenetyczną, zwiedził też kliniki i laboratoria Meynerta, Westphala, Charcota, du Bois-Raymonda i Wundta. W grudniu 1884 roku minister Iwan Deljanow zaproponował mu katedrę psychiatrii na Cesarskim Uniwersytecie w Kazaniu; Biechtieriew przyjął propozycję pod pewnymi warunkami (m.in. ukończenia swojej podróży naukowej).
W 1893 r. przeniósł się na katedrę macierzystej uczelni, gdzie zastąpił Mierzejewskiego.
W 1907 roku założył w Petersburgu własny Instytut Psychoneurologiczny, istniejący do dziś jako Państwowy Instytut Refleksologii im. Biechtieriewa.

### Udział w życiu społecznym
W Rosji carskiej Biechtieriew aktywnie uczestniczył w życiu społecznym i politycznym kraju. Głośno krytykował politykę państwa wobec problemów alkoholizmu i edukacji. Po wystąpieniu na zjeździe psychiatrów w Kijowie w 1905 roku został aresztowany na kilka godzin i upomniany.
W 1913 roku brał udział w procesie Menachema Bejlisa jako świadek obrony.

### Śmierć
Okoliczności nagłej śmierci Biechtieriewa są niejasne. Uważa się, że neurolog został otruty przez OGPU, ponieważ rozpoznał u Stalina paranoję. Powodem konsultacji były problemy z ręką przywódcy (Stalin cierpiał prawdopodobnie na porażenie Klumpke). Przy badaniu, które odbyło się popołudniem 22 grudnia 1927 roku, nie było świadków; asystent Samuił Mnuchin czekał przed gabinetem. Po badaniu asystent usłyszał od Biechtieriewa, że Stalin to typowy przykład ciężkiej paranoi oraz że niebezpieczny człowiek stoi na czele państwa.
23 grudnia uczony przewodniczył na Kongresie Neurologicznym w Moskwie, a po popołudniowej sesji udał się z żoną do teatru. W przerwie przedstawienia został zaproszony przez dwóch młodych ludzi na ciasto i coś do picia. Po powrocie do domu poczuł się źle, wystąpiły gwałtowne wymioty. Nad ranem lekarz Burmin rozpoznał podrażnienie żołądka. Gdy poczuł się lepiej, zjawili się w jego domu dwaj niezapowiedziani lekarze, Klimenkow i Konstantinowski (przypuszczalnie pracownicy OGPU). Po tej wizycie stan Biechtieriewa znacznie się pogorszył i neurolog zmarł.
Po jego śmierci dwaj rzekomi lekarze przeszukali dokładnie jego bibliotekę. Wezwany z polecenia komisarza Siemaszki psychiatra Aristarch Iljin zabezpieczył mózg Biechtieriewa. Mózgowie wyjęto w gabinecie zmarłego, w obecności patologa Abrikosowa. Mózg uczonego przechowywano następnie w Institucie Mozga. Ciało neurologa zostało skremowane, badania pośmiertnego nie przeprowadzono. Pracę poświęconą mózgowiom Władimira Biechtieriewa i jego brata Nikołaja opublikował w 1933 roku Lew Pines.
Pomnik Biechtieriewa dłuta Michaiła Anikuszyna znajduje się na Cmentarzu Wołkowskim w Petersburgu.

### Rodzina
Dnia 9 września 1879 ożenił się z Natalją Pietrowną Baziljewską, z tego małżeństwa urodziło się sześcioro dzieci: Jewgienij (1880, zmarł w dzieciństwie), Olga (1883), Władimir (1887), Piotr (1888–1938), Jekatierina (1890) i Maria (1904). Po śmierci pierwszej żony ożenił się z Bertą Jakowlewną Are-Gurżij.
Piotra Biechtieriewa, inżyniera, aresztowano jako „wroga ludu” w 1937 i rozstrzelano. Jego córką była neurolog Natalja Biechtieriewa (1924–2008). Władimir Władimirowicz także był inżynierem.

## Dorobek naukowy
W dorobku Biechtieriewa znajduje się około 800 prac. Badał ośrodki autonomiczne w korze mózgu, jądra podkorowe i szlaki wewnątrzmózgowe. Wykazał także istnienie antagonistycznych ośrodków w ośrodkowym układzie nerwowym. Razem z Pawłowem był prekursorem refleksologii. Uważał, że wszelkie zachowania człowieka, także te wyższe, można uznać za zachowania odruchowe. Z jego nazwiskiem związanych jest kilkanaście jednostek chorobowych, odruchów i struktur anatomicznych.
Na polu psychologii dążył do obiektywizacji i jasnego określenia zakresu zainteresowania tej dziedziny wiedzy, chcąc włączyć ją w główny nurt nauki, umożliwiając stosowanie odpowiedniej metodologii. Uważa się, że jego idee wyprzedzały koncepcję behawioryzmu Watsona.
Jako jeden z pierwszych opisał zesztywniające zapalenie stawów kręgosłupa, nazywane w Polsce chorobą Bechterewa (niemiecki zapis nazwiska).
Określenie oczopląsu Bechterewa odnosi się do oczopląsu spowodowanego uszkodzeniem błędnika. Odruchy Bechterewa-Jacobsohna i Mendla-Bechterewa mogą świadczyć o uszkodzeniu dróg piramidowych.
Jako pierwszy opisał drogę nakrywkową środkową, połączenia dolnej oliwki, szlaki nerwowe w konarach móżdżku, jądra tworu siatkowatego nakrywki. Jądro Bechterewa to opisane przezeń jądro części przedsionkowej VIII nerwu czaszkowego. Biechtieriew był niekwestionowanym autorytetem w dziedzinie neuroanatomii; niemieckiemu anatomowi Friedrichowi Kopschowi przypisuje się często cytowaną wypowiedź – „tylko dwie osoby znają dobrze anatomię mózgu: Bóg i Biechtieriew”.
W 1896 roku założył czasopismo o tematyce neurologicznej – „Newrologiczeskij Wiestnik”.

### Biechtieriew i Pawłow
Biechtieriew i Iwan Pawłow różnili się w kwestii lokalizacji funkcji mózgowych u człowieka. Pawłow podważał wyniki badań Biechtieriewa i jego uczniów, określających ośrodki korowe dla recepcji wysokości tonów, smaku czy wydzielania śliny.

### Uczniowie Biechtieriewa
Ze szkoły Biechtieriewa wyszli m.in. Puusepp, Astwacaturow, Protopopow, Osipow, Żukowski, Ostankow, Blumenau, Nikitin, Dojnikow, Gierwier, Gołant, Omorokow, Wasiljew, Wiendierowicz, Gize, Gribojedow, Narbut, Mjasiszczew, Rachmanow, Mołotkow.

## Upamiętnienie
W 1952 roku poczta Związku Radzieckiego wydała znaczek o nominale 40 kopiejek z wizerunkiem Biechtieriewa, dla upamiętnienia 25. rocznicy jego śmierci (Stanley Gibbons 1790, Scott 1655). W 2007 roku, z okazji 150. rocznicy urodzin neurologa, wybito w Rosji okolicznościową monetę o nominale 2 rubli z wizerunkiem Biechtieriewa na rewersie.